# Brumaire (journal)
 (mars 2019).
Si vous disposez d'ouvrages ou d'articles de référence ou si vous connaissez des sites web de qualité traitant du thème abordé ici, merci de compléter l'article en donnant les références utiles à sa vérifiabilité et en les liant à la section « Notes et références ».

Brumaire, dont le nom évoque le coup d'État du 18 brumaire an VIII, fut de 1931 à 1940 une publication bonapartiste en France.
Brumaire, d’abord revue des étudiants bonapartistes, fut fondé en 1931. Devenu publication bimensuelle du Parti de l'Appel au peuple, Brumaire paraissait avec le sous-titre « organe bonapartiste ».
D'un faible tirage, la revue était soutenue financièrement par le prince Louis-Napoléon Bonaparte. Le fondateur de cet organe des étudiants bonapartistes par leur président,  René-Louis Jolivet (1912-1954), étudiant en droit. Le premier Brumaire (1931-1940) fut fondé comme organe des Étudiants bonapartistes en 1931 par leur président, l'étudiant en droit René-Louis Jolivet (1912-1954). Il était rédigé et diffusé par un groupe auquel appartenait André Lefebvre, Maurice Piot, André Chaumet qui passa au Francisme, Jacques Pieri qui était secrétaire-général puis président des Étudiants bonapartistes, Roger Savary, Jacques Delahaye, Jacques Dreux, Jean Magné, Jean Thorel, René Merland,  Jacques Denizet,Jean-Adrien Marx, Claude Wacogne (qui fut pendant la deuxième guerre mondiale fut chroniqueur "sociétés secrètes" de l'hebdomadaire L'Union française), etc.
Brumaire est aujourd'hui le nom de l'organe interne du mouvement France bonapartiste, depuis sa fondation en 2000.